# Срећа долази у 9
Срећа долази у 9 је југословенски филм први пут приказан 30. јула 1961 године. Режирао га је Никола Танхофер а сценарио је написао Витомил Зупан на основу приче Ханса Кристијана Андерсена.

## Радња
Једног дана у мали градић дођу Срећа и Брига. Срећа оставља у гостионици чаробни огртач, тврдећи да ће се свакоме ко га обуче испунити свака жеља. Чаробни огртач мења власнике и испуњава необичне жеље бојажљивог професора виолине, старог ноћног чувара, лакомисленог студента Микија, плавокосе девојке. Но јесу ли испуњењем својих жеља они заиста пронашли животну радост.

## Улоге
| Глумац            | Улога                       |
| ----------------- | --------------------------- |
| Ирена Просен      | Плавокоса & Данијела Дорија |
| Антун Врдољак     | Мики                        |
| Драго Крча        | Галус                       |
| Перо Квргић       | Професор                    |
| Миа Оремовић      | Госпођа Пухек               |
| Виктор Бек        | Ноћни чувар                 |
| Мила Димитријевић | Срећа                       |
| Татјана Бељакова  | Брига                       |
| Синиша Кнафлец    | Пепи                        |
| Антун Налис       | Грађанин                    |
| Никша Стефанини   | Писац, манијак ноћних шетњи |

Остале улоге  ▼
| Глумац            | Улога                 |
| ----------------- | --------------------- |
| Аста Филаковац    |                       |
| Марија Алексић    | Конобарица            |
| Дука Тадић        | Полицајац             |
| Јулије Перлаки    | Полицајац             |
| Славица Фила      |                       |
| Звонимир Ференчић | Представник синдиката |
| Драган Јанковић   |                       |
| Иван Шубић        | Новинар               |
| Бранко Кубик      |                       |